# Nephthea grisea
Nephthea grisea is een zachte koraalsoort uit de familie Nephtheidae. De koraalsoort komt uit het geslacht Nephthea. Nephthea grisea werd in 1895 voor het eerst wetenschappelijk beschreven door Kükenthal. 